# The Crossing Sweeper
The Crossing Sweeper é um quadro pintado em 1858 por William Powell Frith que foi descrito como um "novo patamar em sua descrição do conflito entre riqueza e pobreza nas ruas de Londres."